# Liste des œuvres de Jean-Léon Gérôme
Cette page dresse la liste non-exhaustive des peintures, sculptures et dessins de l'artiste français Jean-Léon Gérôme.

## Liste des peintures

### Années 1840
| Image | Titre                                                              | Date de conception | Support                   | Dimensions (H x L) | Lieu d'exposition                | Réf.   |
| ----- | ------------------------------------------------------------------ | ------------------ | ------------------------- | ------------------ | -------------------------------- | ------ |
|       | Tête de femme italienne                                            | 1843-1844          | Huile sur toile           | 44,5 × 36 cm       | Cleveland Museum of Art          | [ 3 ]  |
|       | Veillée funèbre (L’Aréopage)                                       | De 1845 à 1855     | Huile sur toile, esquisse | 51 × 59 cm         | Musée Jean-Léon Gérôme de Vesoul | ,      |
|       | Jeunes Grecs faisant battre des coqs                               | 1846               | Huile sur toile           | 143 × 204 cm       | Musée d'Orsay                    | [ 6 ]  |
|       | Portrait de femme                                                  | Entre 1846 et 1855 | Huile sur toile           | 114 × 86 cm        | Musée Ingres-Bourdelle           | [ 7 ]  |
|       | Henri II, roi de France                                            | Vers 1846          | Huile sur toile           | 220,1 × 143 cm     | Musée d'Orsay                    | [ 8 ]  |
|       | Portrait de M. Leblond                                             | 1847               | Huile sur toile           | 59 × 51 cm         | Musée Jean-Léon Gérôme de Vesoul | ,      |
|       | Saint Vincent de Paul                                              | 1847               | Huile sur toile           | 174 × 136 cm       | Musée Jean-Léon Gérôme de Vesoul | ,      |
|       | Intérieur grec                                                     | 1848               | Huile sur toile           | 155 × 210 cm       | Musée d'Orsay                    | ,      |
|       | Anacréon, Bacchus et l'Amour                                       | 1848               | Huile sur toile           | 136 × 211 cm       | Musée des Augustins de Toulouse  | [ 11 ] |
|       | Deux Paysannes italiennes et un enfant dit aussi Souvenir d'Italie | 1849               | Huile sur toile           | 88,3 × 67,9 cm     | Musée d'Orsay                    | [ 12 ] |

### Années 1850
| Image | Titre | Date de conception   | Support                                            | Dimensions (H x L)          | Lieu d'exposition                                 | Réf.   |
| ----- | --- | -------------------- | -------------------------------------------------- | --------------------------- | ------------------------------------------------- | ------ |
|       | Bacchus et l'Amour ivres | Vers 1850            | Huile sur toile                                    | 149 × 113 cm                | Musée des Beaux-Arts de Bordeaux                  | ,      |
|       | Portrait de jeune femme | Vers 1850            | Huile sur toile                                    | 81,2 × 65,4 cm              | Musée des Beaux-Arts et d'Archéologie de Besançon | [ 14 ] |
|       | Frise destinée à être reproduite sur un vase commémoratif de l'exposition universelle de Londres en 1851, dit aussi Les Quatre parties du monde présentant leurs productions à la première exposition internationale de Londres en 1851 | 1852                 | Huile sur toile                                    | 55 × 310 cm                 | Musée d'Orsay                                     | [ 15 ] |
|       | Le Siècle d'Auguste | Entre 1852 et 1855   | Huile sur toile                                    | 600 × 1 010 cm              | Musée d'Orsay                                     | ,      |
|       | Une âme emportée par un ange | 1853                 | Huile sur toile                                    | 146 × 124 cm                | Musée Jean-Léon Gérôme de Vesoul                  | ,      |
|       | Tête de femme coiffée de cornes de bélier | 1853                 | Huile sur toile                                    | 47,5 × 47,5 cm              | Musée d'Arts de Nantes                            | ,.     |
|       | Récréation au camp (souvenir de Moldavie, 1854) | 1855                 | Huile sur toile                                    | cm                          | Collection Terence Garnett (San Mateo)            | [ 3 ]  |
|       | Pifferaro | 1856                 | Huile sur bois                                     | 18 × 12,7 cm                | Musée d'Arts de Nantes                            | ,      |
|       | Les Colosses de Thèbes, Memnon et Sésostris | 1856                 | Huile sur toile, esquisse                          | 92 × 104 cm                 | Musée Jean-Léon Gérôme de Vesoul                  | ,      |
|       | Suites d'un bal masqué | 1857                 | Huile sur toile                                    | 50 × 72 cm                  | Musée Condé                                       | [ 20 ] |
|       | La Plaine de Thèbes en Haute-Égypte | 1857                 | Huile sur toile                                    | 77 × 131 cm                 | Musée d'Arts de Nantes                            | ,      |
|       | Sortie du bal masqué | 1857-1858            | Huile sur toile                                    | 39,1 × 56,3 cm              | Walters Art Museum                                | [ 23 ] |
|       | Vieille Femme à la pipe | 1858                 | Huile sur toile                                    | 46 × 33 cm                  | Musée Jean-Léon Gérôme de Vesoul                  | ,      |
|       | L'Odyssée | Vers 1858            | Huile sur cuivre                                   | 58 × 69 cm                  | Musée Jean-Léon Gérôme de Vesoul                  | ,      |
|       | Nu de dos | 1859                 | Huile sur toile, étude pour Le roi Candaule (1859) | 43 × 30 cm                  | Musée Jean-Léon Gérôme de Vesoul                  | ,      |
|       | La Mort de César | Vers 1859-1867       | Huile sur toile                                    | 85,5 × 145,5 cm             | Walters Art Museum                                | [ 24 ] |
|       | Jules César en buste | 3e quart XIXe siècle | Huile sur toile                                    | 38,5 × 32,6 cm (avec cadre) | Musée national du château de Compiègne            | [ 25 ] |
|       | La nuit | 3e quart XIXe siècle | Huile sur toile                                    | 76,5 × 46 cm                | Musée d'Orsay                                     | [ 13 ] |
|       | Jules César entouré de ses généraux | 3e quart XIXe siècle | Huile sur bois                                     | 38,5 × 32,5 cm              | Musée national du château de Compiègne            | [ 26 ] |

### Années 1860
| Image | Titre                                                                                                   | Date de conception | Support                                    | Dimensions (H x L) | Lieu d'exposition                                       | Réf.   |
| ----- | --- | ------------------ | ------------------------------------------ | ------------------ | ------------------------------------------------------- | ------ |
|       | Diogène                                                                                                 | 1860               | Huile sur toile                            | 74,5 × 101 cm      | Walters Art Museum                                      | [ 27 ] |
|       | Enfant avec un masque                                                                                   | 1861               | Huile sur toile, tondo                     | 50 cm              | Musée d'Orsay                                           | [ 3 ]  |
|       | Socrate venant chercher Alcibiade chez Aspasie                                                          | 1861               |                                            |                    | Collection Terence Garnett (San Mateo)                  |        |
|       | Le Prisonnier                                                                                           | 1861               | Huile sur bois                             | 45 × 78 cm         | Musée d'Arts de Nantes                                  | ,      |
|       | Réception des ambassadeurs siamois par l'Empereur Napoléon III au palais de Fontainebleau, 27 juin 1861 | 1864               | Huile sur toile                            | 128 × 260 cm       | Musée national des châteaux de Versailles et de Trianon | [ 31 ] |
|       | Lion aux aguets                                                                                         | Vers 1865          | Huile sur toile                            |                    | Cleveland Museum of Art                                 |        |
|       | Portrait de la baronne Nathaniel de Rothschild                                                          | 1866               | Huile sur toile                            | 49,6 × 35,8 cm     | Musée d'Orsay                                           | [ 32 ] |
|       | Jérusalem ou Golgotha Consummatum est                                                                   | 1867               | Huile sur toile                            | 82 × 144 cm        | Musée d'Orsay                                           | [ 33 ] |
|       | Les Coureurs du pacha dit aussi Souvenir du Caire                                                       | 1867               | Huile sur panneau                          | 55,9 × 43,5 cm     | New York Historical Society                             | [ 3 ]  |
|       | Relais de chiens dans le désert                                                                         | Avant 1867         | Huile sur panneau                          | 21 × 26,8 cm       | Walters Art Museum                                      | [ 34 ] |
|       | Bonaparte devant le Sphinx                                                                              | 1867-1886          | Huile sur toile                            | 60,6 × 102,9 cm    | Hearst Castle                                           | [ 35 ] |
|       | Bachi-bouzouk chantant                                                                                  | 1868               | Huile sur toile                            | 46,3 × 66 cm       | Walters Art Museum                                      | [ 36 ] |
|       | Village en Orient, étude pour Rachel au puits (vers 1895)                                               | 1868               | Huile sur carton marouflé sur toile        | 24 × 32 cm         | Musée Jean-Léon Gérôme de Vesoul                        | ,      |
|       | Paysage d’Orient                                                                                        | 1868               | Huile sur carton marouflé sur toile        | 24 × 32 cm         | Musée Jean-Léon Gérôme de Vesoul                        | ,      |
|       | Bachi-Bouzouk                                                                                           | 1869               | Huile sur toile                            | 80,6 × 66 cm       | Metropolitan Museum of Art                              | [ 37 ] |
|       | Paysage d’Orient (Étude : désert, oasis et montagne)                                                    | 1868               | Huile sur carton marouflé sur toile        | 24 × 32 cm         | Musée Jean-Léon Gérôme de Vesoul                        | ,      |
|       | Paysage d’Orient (Étude : Village au bord de l’eau)                                                     | 1868               | Huile sur carton marouflé sur toile        | 24 × 32 cm         | Musée Jean-Léon Gérôme de Vesoul                        | ,      |
|       | Paysage d’Orient                                                                                        | 1868               | Huile sur carton marouflé sur toile, étude | 24 × 32 cm         | Musée Jean-Léon Gérôme de Vesoul                        | ,      |
|       | Paysage d’Orient, étude : Bords du Nil                                                                  | 1868               | Huile sur carton marouflé sur toile        | 24 × 32 cm         | Musée Jean-Léon Gérôme de Vesoul                        | ,      |
|       | Paysage d’Orient, étude pour Daphnis                                                                    | 1868               | Huile sur carton marouflé sur toile        | 27 × 35 cm         | Musée Jean-Léon Gérôme de Vesoul                        | ,      |
|       | Mer Rouge, golfe d’Aqaba (Étude pour Quaerens quem devoret et Solitude (1888), Daphnis et Chloé (1898)) | 1868               | Huile sur carton marouflé sur toile        | 24 × 32 cm         | Musée Jean-Léon Gérôme de Vesoul                        | ,      |

### Années 1870
| Image | Titre                                                    | Date de conception | Support                             | Dimensions (H x L) | Lieu d'exposition                      | Réf.   |
| ----- | -------------------------------------------------------- | ------------------ | ----------------------------------- | ------------------ | -------------------------------------- | ------ |
|       | Arabes traversant le désert                              | 1870               | Huile sur panneau                   | 41,2 × 56 cm       | Metropolitan Museum of Art             | [ 3 ]  |
|       | La Fin de la corrida                                     | Vers 1870          | Huile sur toile, inachevée          | 55 × 90 cm         | Musée Jean-Léon Gérôme de Vesoul       | ,      |
|       | La Prière à la mosquée                                   | 1871               | Huile sur toile                     | 88,9 × 74,9 cm     | Metropolitan Museum of Art             | [ 39 ] |
|       | Pollice verso                                            | 1872               | Huile sur toile                     | 97,5 × 146,7 cm    | Phoenix Art Museum                     |        |
|       | Bischarin, buste de guerrier                             | 1872               | Huile sur toile                     | 29,5 × 21,3 cm     | Collection Terence Garnett (San Mateo) | [ 3 ]  |
|       | Bain turc ou Bain maure : deux femmes                    | 1872               | Huile sur toile                     | 50,8 × 40,8 cm     | Musée des Beaux-Arts de Boston         | [ 40 ] |
|       | L'Éminence grise                                         | 1873               | Huile sur toile                     | 68,6 × 101 cm      | Musée des Beaux-Arts de Boston         | [ 41 ] |
|       | Markos Botzaris                                          | 1874               | Huile sur toile                     | 70,2 × 54,6 cm     | Collection Terence Garnett (San Mateo) | [ 3 ]  |
|       | Réception du Grand Condé par Louis XIV                   | 1878               | Huile sur toile                     | 96,5 × 139,7 cm    | Musée d'Orsay                          | [ 42 ] |
|       | Intérieur de mosquée, étude pour La Mosquée Bleue (1878) |                    | Huile sur carton marouflé sur toile | 24 × 32 cm         | Musée Jean-Léon Gérôme de Vesoul       | ,      |

### Années 1880
| Image | Titre                                                 | Date de conception | Support                                             | Dimensions (H x L) | Lieu d'exposition                | Réf.   |
| ----- | ----------------------------------------------------- | ------------------ | --------------------------------------------------- | ------------------ | -------------------------------- | ------ |
|       | Cave canem, prisonnier de guerre à Rome               | 1881               | Huile sur toile                                     | 109 × 91 cm        | Musée Jean-Léon Gérôme           | [ 43 ] |
|       | Le Duel à la tulipe dit aussi Folie tulipière         | 1882               | Huile sur toile                                     | 65,4 × 100 cm      | Walters Art Museum               | [ 44 ] |
|       | La Dernière Prière des martyrs chrétiens              | 1883               | Huile sur toile                                     | 87,9 × 150,1 cm    | Walters Art Museum               | [ 45 ] |
|       | Nominor Leo                                           | 1883               | Huile sur toile                                     | 152 × 219 cm       | Musée Jean-Léon Gérôme de Vesoul | ,      |
|       | Marché romain aux esclaves                            | Vers 1884          | Huile sur toile                                     | 64 × 57 cm         | Walters Art Museum               | [ 47 ] |
|       | Le baron Alphonse Delort de Gleon                     | 1884               | Huile sur toile                                     | 39 × 31 cm         | Musée du Louvre                  | [ 48 ] |
|       | Jeune fille nue                                       | 1886               | Huile sur toile, étude pour Vente d'esclaves à Rome | 45 × 31 cm         | Musée Jean-Léon Gérôme de Vesoul | ,      |
|       | Portrait de Jules-Clément Chaplain                    | 1886               | Huile sur toile                                     | 73 × 65 cm         | Musée Jean-Léon Gérôme de Vesoul | ,      |
|       | Paysage d’Orient (étude pour Tigre aux aguets (1888)) |                    | Huile sur toile                                     | 15 × 28,5 cm       | Musée Jean-Léon Gérôme de Vesoul | ,      |

### Années 1890
| Image | Titre                                                      | Date de conception | Support                                          | Dimensions (H x L) | Lieu d'exposition                | Réf.   |
| ----- | ---------------------------------------------------------- | ------------------ | ------------------------------------------------ | ------------------ | -------------------------------- | ------ |
|       | Le Marchand de couleurs (le pileur de couleurs)            | 1890-1891          | Huile sur toile                                  | 65 × 54,9 cm       | Musée des Beaux-Arts de Boston   | [ 3 ]  |
|       | Lion aux aguets                                            | Vers 1890          | Huile sur panneau                                | 72,3 × 100,5 cm    | Cleveland Museum of Art          | [ 3 ]  |
|       | Pygmalion et Galatée                                       | 1890               | Huile sur toile                                  | 88,9 × 68,6 cm     | Metropolitan Museum of Art       | [ 49 ] |
|       | Le sculpteur au travail (Gérôme dans son atelier)          | 1891               | Huile sur toile                                  | 161 × 132 cm       | Musée Jean-Léon Gérôme de Vesoul | ,      |
|       | Minarets du Caire, étude pour Place de la Citadelle (1891) |                    | Huile sur toile                                  | 36 × 28 cm         | Musée Jean-Léon Gérôme de Vesoul | ,      |
|       | Ils conspirent !                                           | Vers 1892          | Huile sur toile                                  | 85 × 115 cm        | Musée Jean-Léon Gérôme de Vesoul | ,      |
|       | Loïe Fuller                                                | Vers 1893          | Huiles sur toile, études                         | 50 × 43 cm         | Musée Jean-Léon Gérôme de Vesoul | ,      |
|       | Le Travail du marbre                                       | 1895               | Huile sur toile                                  | 50,5 × 39,5 cm     | Musée d'art Dahesh               | [ 50 ] |
|       | La Vérité au fond d'un puits                               | Vers 1895          | Huile sur toile, esquisse pour le tableau achevé | 43 × 30 cm         | Musée Jean-Léon Gérôme de Vesoul | ,      |
|       | Le Prophète désobéissant                                   | Vers 1895          | Huile sur toile, grisaille                       | 50 × 62 cm         | Musée Jean-Léon Gérôme de Vesoul | ,      |
|       | L'Entrée du Christ à Jérusalem                             | Avant 1897         | Huile sur toile, esquisse                        | 51 × 68 cm         | Musée Jean-Léon Gérôme de Vesoul | ,      |
|       | La Fuite en Égypte                                         | Avant 1897         | Huile sur toile, esquisse                        | 51 × 68 cm         | Musée Jean-Léon Gérôme de Vesoul | ,      |
|       | L'Entrée du Christ à Jérusalem                             | 1897               | Huile sur toile                                  | 112 × 160 cm       | Musée Jean-Léon Gérôme de Vesoul | ,      |
|       | Femmes au bain                                             | Vers 1898          | Huile sur toile                                  | 75 × 64 cm         | Musée Jean-Léon Gérôme de Vesoul | ,      |
|       | Bethsabée                                                  | 1899               | Huile sur toile                                  | 60,5 × 100 cm      | Collection privée                | [ 52 ] |
|       | Étude de Cheval (Bidet)                                    |                    | Huile sur toile                                  | 67 × 79 cm         | Musée Jean-Léon Gérôme de Vesoul | ,      |
|       | Dante et Virgile aux Enfers                                |                    | Huile sur toile                                  | 29 × 43 cm         | Musée Jean-Léon Gérôme de Vesoul | ,      |

### Années 1900
| Image | Titre                                        | Date de conception | Support                    | Dimensions (H x L) | Lieu d'exposition                | Réf.   |
| ----- | -------------------------------------------- | ------------------ | -------------------------- | ------------------ | -------------------------------- | ------ |
|       | La Chasse au lion                            | Vers 1900          | Huile sur toile            | 67 × 94 cm         | Musée Jean-Léon Gérôme de Vesoul | ,      |
|       | La promenade dans le parc (Le Modèle vivant) | Vers 1900          | Huile sur bois, esquisse   | 54,5 × 81,5 cm     | Musée Jean-Léon Gérôme de Vesoul | ,      |
|       | Le Chapeau de Napoléon                       | 1900-1904          | Huile sur toile            | 93 × 119 cm        | Fondation Dosne-Thiers           | [ 53 ] |
|       | L’Arabe effaroucheur d’alouettes             | Vers 1900          | Huile sur toile, esquisse  | 50 × 80 cm         | Musée Jean-Léon Gérôme de Vesoul | ,      |
|       | Autoportrait peignant la Joueuse de boules   | Vers 1902          | Huile sur toile, inachevée | 76 × 59 cm         | Musée Jean-Léon Gérôme de Vesoul | ,      |
|       | Les Mouettes                                 | Vers 1902          | Huile sur toile            | 79 × 111 cm        | Musée Jean-Léon Gérôme de Vesoul | ,      |

## Liste des sculptures

### Années 1840
| Image | Titre                   | Date | Matériel                                          | Dimensions (H x L) | Lieu d'exposition                | Réf.  |
| ----- | ----------------------- | ---- | ------------------------------------------------- | ------------------ | -------------------------------- | ----- |
|       | Buste du Docteur Reclus | 1846 | Bronze à plusieurs patines, fonte Siot-Decauville |                    | Musée Jean-Léon Gérôme de Vesoul | [ 4 ] |

### Années 1850
| Image | Titre    | Date | Matériel            | Dimensions (H x L)    | Lieu d'exposition  | Réf.  |
| ----- | -------- | ---- | ------------------- | --------------------- | ------------------ | ----- |
|       | Rétiaire | 1859 | Statuette en bronze | 39,9 × 15,2 × 14,6 cm | Phoenix Art Museum | [ 3 ] |

### Années 1870
| Image | Titre                                                  | Date         | Matériel                  | Dimensions (H x L) | Lieu d'exposition                | Réf.  |
| ----- | ------------------------------------------------------ | ------------ | ------------------------- | ------------------ | -------------------------------- | ----- |
|       | Mirmillon                                              | vers 1875    | Plâtre patiné bronze noir | h. 99 cm           | Musée Jean-Léon Gérôme de Vesoul | [ 4 ] |
|       | Gérôme exécutant "Les Gladiateurs". Monument à Gérôme. | 1878 et 1909 | Bronze                    | h. 360 cm          | musée d'Orsay de Paris           |       |

### Années 1880
| Image | Titre                      | Date      | Matériel                        | Dimensions (H x L) | Lieu d'exposition                | Réf.  |
| ----- | -------------------------- | --------- | ------------------------------- | ------------------ | -------------------------------- | ----- |
|       | Anacréon, Bacchus et Amour | 1881      | Bronze patiné brun, Barbedienne | h. 73 cm           | Musée Jean-Léon Gérôme de Vesoul | [ 4 ] |
|       | Omphale                    | 1887      | Marbre                          | h. 132 cm          | Musée Jean-Léon Gérôme de Vesoul | ,     |
|       | Gladiateur jouant du cor   | vers 1889 | Plâtre patiné bronze noir       | h. 97 cm           | Musée Jean-Léon Gérôme de Vesoul | [ 4 ] |

### Années 1890
| Image | Titre                       | Date      | Matériel                                                      | Dimensions (H x L) | Lieu d'exposition                | Réf.  |
| ----- | --------------------------- | --------- | ------------------------------------------------------------- | ------------------ | -------------------------------- | ----- |
|       | Sarah Bernhardt (1844-1923) | Vers 1895 | Marbre teinté                                                 | 69 × 41 × 29 cm    | Musée d'Orsay                    | ,     |
|       | Tanagra                     | 1890      | Bronze patiné vert et doré, fonte Siot-Decauville             | h. 150 cm          | Musée Jean-Léon Gérôme de Vesoul | ,     |
|       | Danseuse au cerceau         | 1891      | Bronze doré, Siot-Decauville                                  | h. 26,5 cm         | Musée Jean-Léon Gérôme de Vesoul | [ 4 ] |
|       | La Danse (Loïe Fuller)      | vers 1893 | Marbre blanc                                                  | h.80 cm            | Musée Jean-Léon Gérôme de Vesoul | [ 4 ] |
|       | Danseuse à la pomme         | vers 1893 | Bronze à plusieurs patines, fonte Siot-Decauville             | h.70 cm            | Musée Jean-Léon Gérôme de Vesoul | [ 4 ] |
|       | Belluaire (Plaudite Cives)  | 1898      | Bronze noir, fonte Siot-Decauville                            | 40 cm              | Musée Jean-Léon Gérôme de Vesoul | [ 4 ] |
|       | Le Mendiant                 | vers 1898 | Bronze doré, fonte Siot-Decauville                            | h. 49 cm           | Musée Jean-Léon Gérôme de Vesoul | [ 4 ] |
|       | Buste de Bellone            | vers 1899 | Bronze à plusieurs patines, bois peint, verre et porcelaine   | 87 × 47 × 30 cm    | Musée Jean-Léon Gérôme de Vesoul | ,     |
|       | L’Oracle aux serpents       | vers 1899 | Plâtre patiné bronze vert                                     | h. 91 cm           | Musée Jean-Léon Gérôme de Vesoul | [ 4 ] |
|       | Le Duc d’Aumale             | 1899      | Plâtre patiné brun, modèle pour le monument au Duc d’Aumale   | 120 × 95 cm        | Musée Jean-Léon Gérôme de Vesoul | ,     |
|       | La Prise de la Smalah       | 1899      | Bas-relief en plâtre, modèle pour le monument au Duc d’Aumale |                    | Musée Jean-Léon Gérôme de Vesoul | [ 4 ] |
|       | Frédéric le Grand           | 1899      | Plâtre patiné bronze doré                                     | h. 75 cm           | Musée Jean-Léon Gérôme de Vesoul | [ 4 ] |
|       | La reddition d’Abd-el-Kader | 1899      | Bas-relief en plâtre, modèle pour le monument au Duc d’Aumale |                    | Musée Jean-Léon Gérôme de Vesoul | [ 4 ] |

### Années 1900
| Image | Titre                                  | Date | Matériel                                     | Dimensions (H x L) | Lieu d'exposition                | Réf.  |
| ----- | -------------------------------------- | ---- | -------------------------------------------- | ------------------ | -------------------------------- | ----- |
|       | L’industrie métallurgique (La Douleur) | 1901 | Plâtre patiné                                | h. 110 cm          | Musée Jean-Léon Gérôme de Vesoul | [ 4 ] |
|       | Joueuse de boules                      | 1902 | Bronze doré, fonte Siot-Decauville           | h. 82 cm           | Musée Jean-Léon Gérôme de Vesoul | [ 4 ] |
|       | Corinthe                               | 1903 | Sculpture                                    | 47,5 × 33 × 30 cm  | Musée d'Orsay                    | [ 3 ] |
|       | L’Aigle expirant de Waterloo           | 1904 | Bronze doré et granit, fonte Siot-Decauville | h. 70 cm           | Musée Jean-Léon Gérôme de Vesoul | [ 4 ] |

## Liste des dessins
| Image | Titre                                                       | Date de conception | Support                                | Dimensions (H x L) | Lieu d'exposition | Réf.   |
| ----- | ----------------------------------------------------------- | ------------------ | -------------------------------------- | ------------------ | ----------------- | ------ |
|       | Dante méditant dans le jardin des Cascine à Florence        | Date inconnue      | Aquarelle, crayon et rehaut de gouache | 51 × 31 cm         | Musée du Louvre   | [ 61 ] |
|       | Deux Têtes de cantatrices et une Tête de chanteur           |                    | Dessin, mine de plomb                  | 23 × 18 cm         | Musée du Louvre   | [ 62 ] |
|       | Ephèbe agenouillé                                           |                    | Dessin                                 | 13,4 × 13,4 cm     | Musée du Louvre   | .      |
|       | Portrait de la tragédienne Rachel en buste, costume antique | 1859               | Dessin, pierre noire sur papier        | 60 × 47,2 cm       | Musée du Louvre   | [ 64 ] |
|       | Tête de garçon, de profil à droite                          | 1881               | Dessin, mine de plomb                  | 23 × 18 cm         | Musée du Louvre   | [ 65 ] |
|       | Tête de profil à droite                                     | 1881               | Dessin, mine de plomb                  | 23 × 18 cm         | Musée du Louvre   | [ 66 ] |

## Autres œuvres en collection publique
(Oeuvres a mettre en page en tableaux)

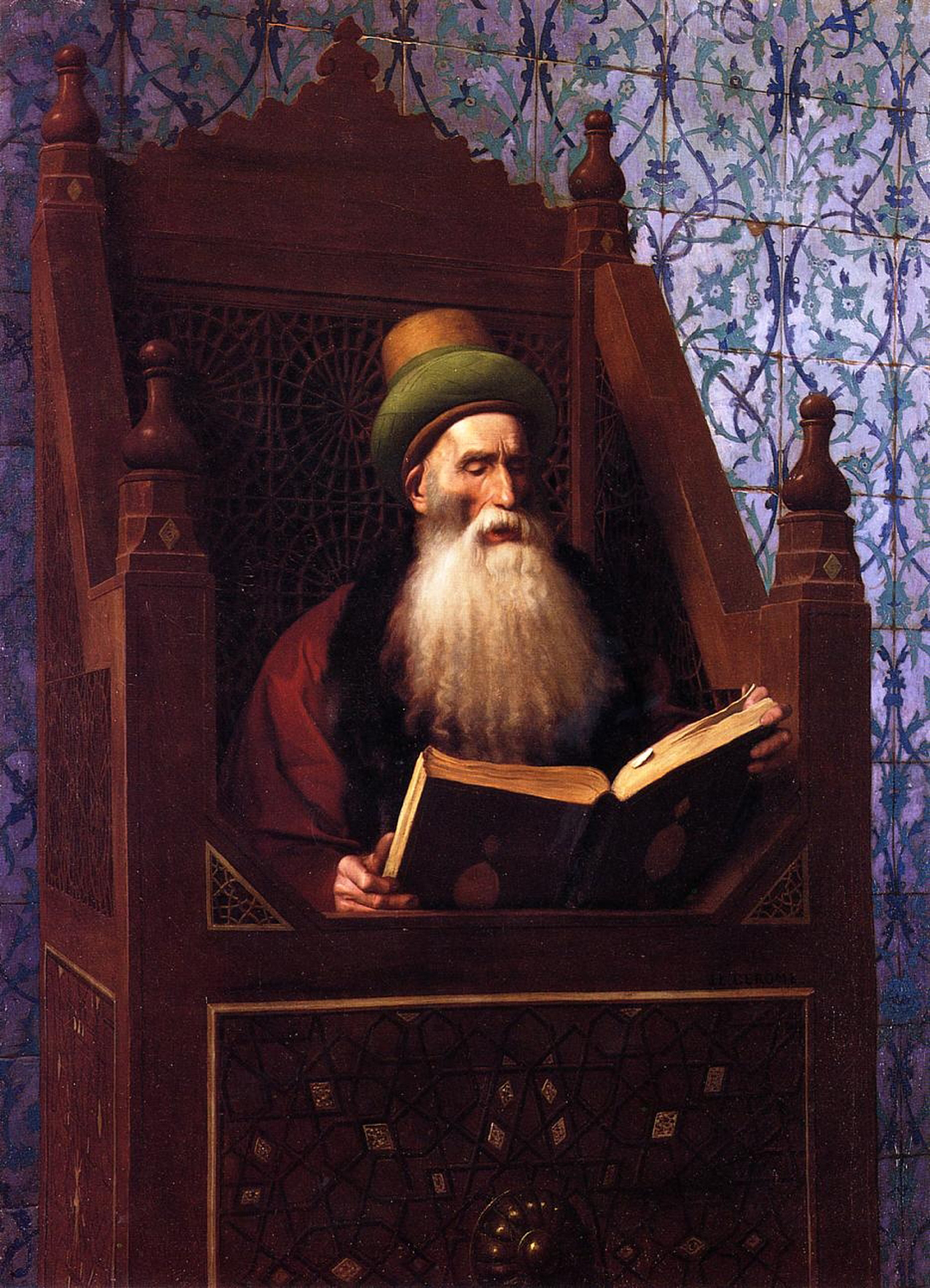
Un Moufti (vers 1900), collection particulière.

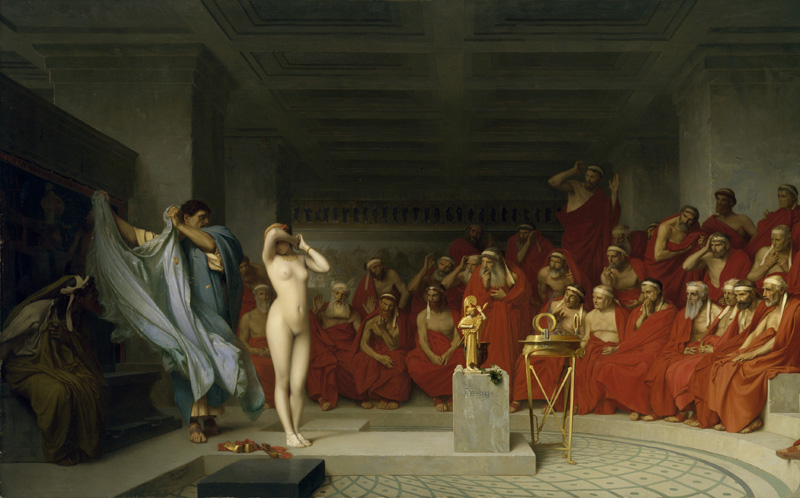
Phryné devant l'aréopage (1861), Kunsthalle de Hambourg.

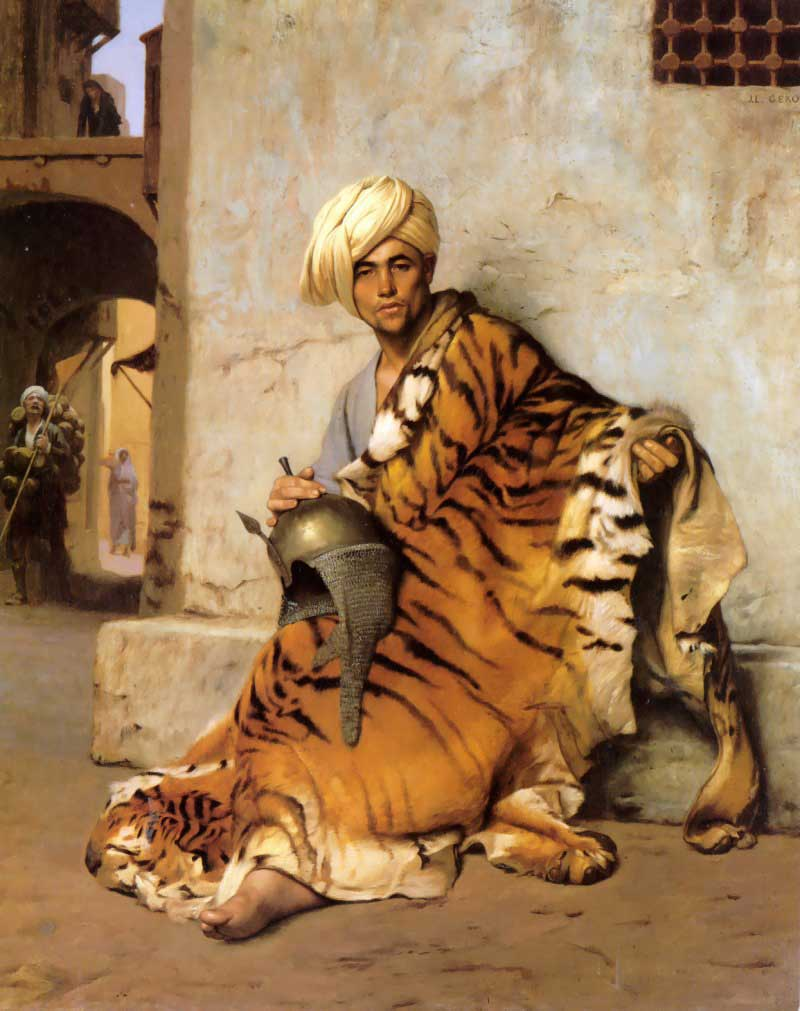
Marchand de peaux, Le Caire (1869), collection particulière.

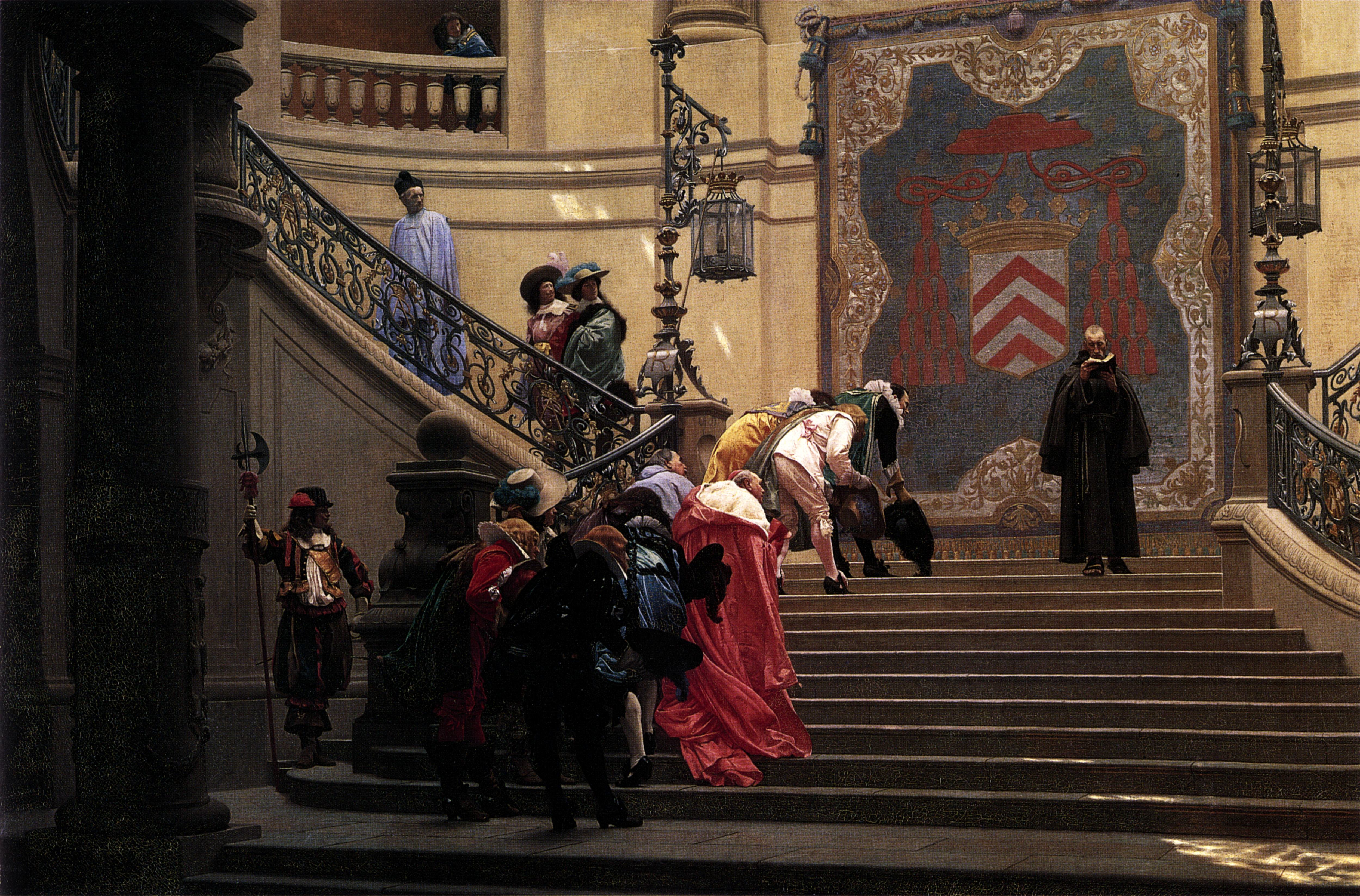
L'Éminence grise (1873), musée des beaux-arts de Boston.

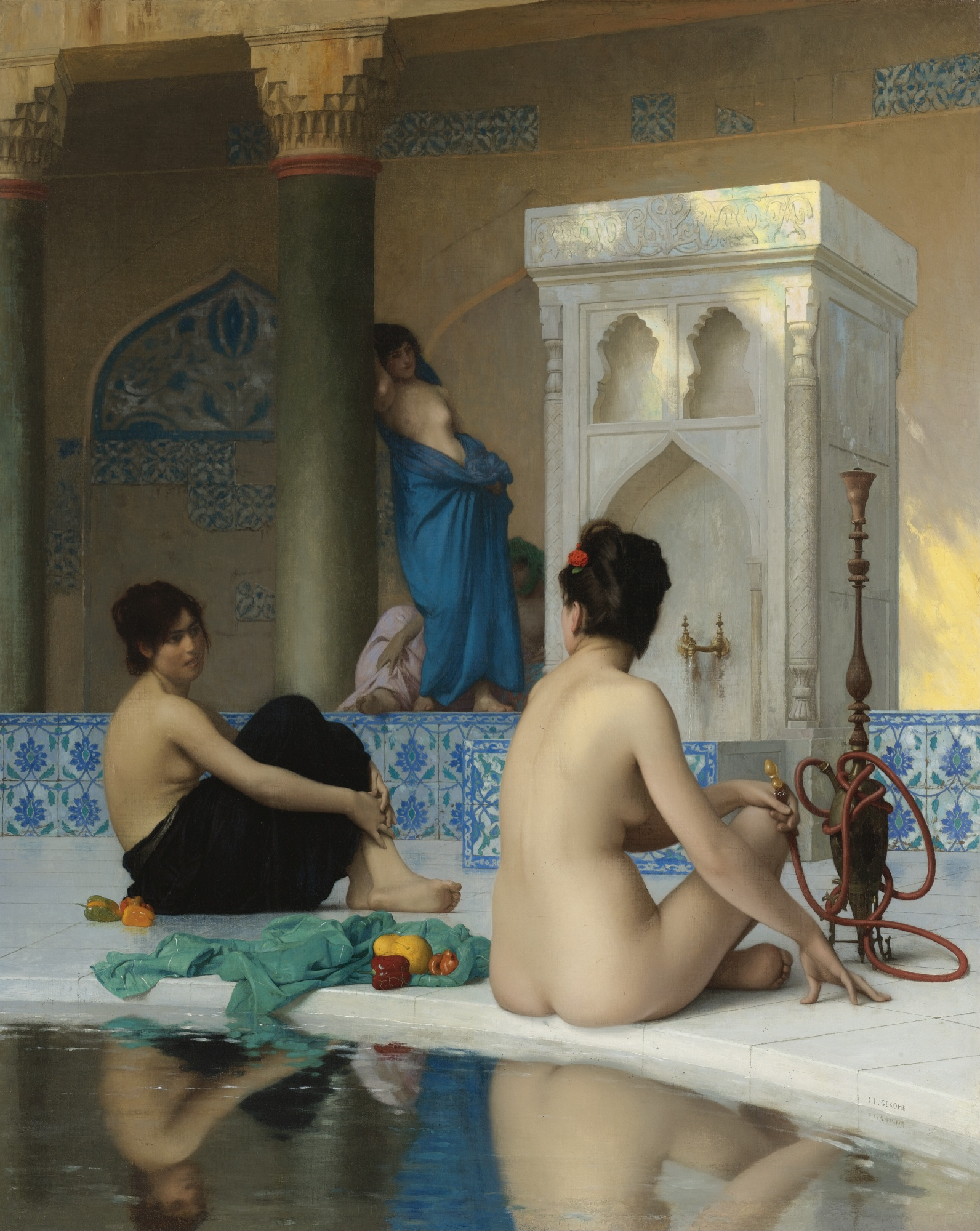
Après le bain, collection particulière.

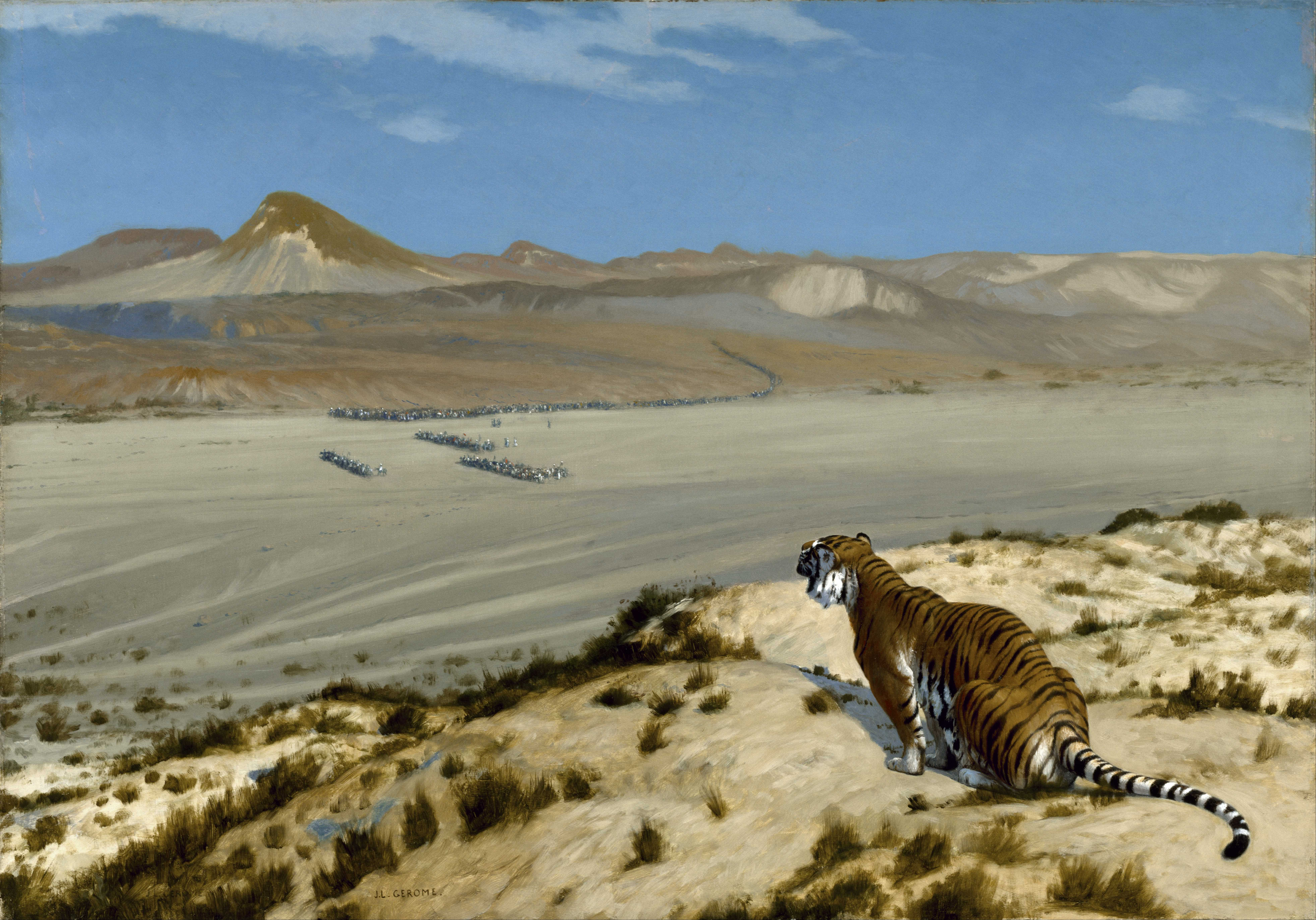
Tigre à l'affût (1888), musée des Beaux-Arts de Houston.

### En France
- Caen, musée des beaux-arts : La Joueuse de boules ou La Danseuse aux trois masques, vers 1902, huile sur toile, 63 × 36,5 cm.
- Dijon, musée Magnin : Tête de paysan de la campagne romaine, vers 1843, huile sur toile, 46 × 36 cm.
- Évreux, musée de l'ancien évêché : Femme nue allongée, dessin, graphite sur vélin collé sur carton, 12,7 × 19,2 cm.
- Gray (Haute-Saône), musée Baron-Martin :
  - Le Lévrier Barzoï, huile sur toile, 57 × 46 cm ;
  - La Joueuse de boules, statue en plâtre, 166 × 77 × 53 cm.
- Les Lilas, mairie : La République, 1848, huile sur toile, 292 × 193 cm[3].
- Lyon, musée des beaux-arts : La Vérité est au fond du puits, 1895, huile sur toile, 100 × 72 cm.
- Marseille, Musée des beaux-arts : Les Palmiers, dessin, crayon noir sur papier blanc, 22 × 33 cm.
- Moulins, musée Anne-de-Beaujeu : La Vérité sortant du puits, armée d'un martinet pour châtier l'humanité, 1896, huile sur toile, 91 × 72 cm[3],[67].
- Paris :
  - Bibliothèque-musée de l'Opéra : Portrait de Charles Garnier, 1877, huile sur panneau, 25 × 22 cm[3].
  - Comédie-Française : Rachel, « La Tragédie », 1859, huile sur toile, 218 × 137 cm[3].
  - église Saint-Séverin, chapelle Saint-Jérôme : décor, 1850[68].
- Rouen, musée des beaux-arts : Pierre et Jean Gérôme, père et fils de l'artiste, sur le seuil de sa maison de campagne, vers 1866, huile sur bois, 26,8 × 21 cm[3].
- Tarbes, musée Massey : L'Idylle, l'innocence, dit aussi Daphnis et Chloë, 1852, huile sur toile, 252 × 156 cm[3].

### Aux États-Unis
- Chicago, Art Institute of Chicago :
  - Portrait de femme, 1851, huile sur toile, 92,6 × 73,7 cm[69] ;
  - Course de chars, 1876, huile sur panneau, 86,3 × 56 cm[70].
- Cincinnati, musée d'art de Cincinnati : Vente d'esclaves au Caire, 1871, huile sur toile, 74,9 × 59,7 cm[71].
- Dayton, Dayton Art Institute : L'Almée, 1863, huile sur panneau, 50,2 × 81,3 cm[72].
- Elmira, Arnot Art Museum : Le Marabout, 1888-1889, huile sur toile, 73,6 × 59,6 cm[3].
- Ithaca, Herbert F. Johnson Museum of Art : La Danse du sabre dans un café, 1875, huile sur toile, 58,5 × 80 cm[73].
- Lawrence, Université du Kansas, Spencer Museum of Art : Conversation au coin du feu, 1881, huile sur toile, 46,4 × 38,1 cm[3].
- Los Angeles, Getty Center : Le Siècle d'Auguste : naissance de N.S. Jésus Christ, vers 1853-1854, huile sur toile, 37 × 53 cm[3].
- Malden, Malden public library : Louis XIV et Molière, 1862, huile sur panneau, 45,7 × 78,7 cm[3].
- Minneapolis, Minneapolis Institute of Arts : Marchand de tapis au Caire, 1887, huile sur toile, 86 × 68,7 cm.
- Milwaukee, Milwaukee Art Museum : Les Deux Majestés, 1883, huile sur toile, 72 × 129 cm[74]
- Norfolk, Chrysler Museum of Art : Promenade du harem, 1869, huile sur toile, 121,4 × 177,8 cm[73].
- New Haven, Yale University Art Gallery : Ave caesar, morituri te salutant, 1859, huile sur toile, 93,1 × 145,4 cm[3].
- Ocala, Appleton Museum of Art (en) : L'Odalisque, vers 1902-1903, huile sur toile, 41,2 × 32,5 cm.
- Omaha, Joslyn Art Museum :
  - Le Muezzin, 1866, huile sur toile, 100 × 83,8 cm[3] ;
  - La Douleur du pacha, 1885, huile sur toile, 92,7 × 73,6 cm[3].
- Palo Alto, Université Stanford, Iris & B. Gerald Cantor Center for Visual Arts : Pifferari, 1857, huile sur panneau, 25,4 × 18,9 cm[3].
- Princeton, musée d'art de l'université de Princeton : Le Général Bonaparte au Caire, 1867-1868, huile sur toile, 35,8 × 25 cm[3].
- Rochester, Memorial Art Gallery : Intérieur de mosquée, 1870, huile sur toile, 57 × 89 cm[29].
- Rhode Island School of Design Museum, Le Bain mauresque, 1874-1877, huile sur toile, 82 × 65 cm[75]
- San Francisco, musée des beaux-arts : Le Bain, 1880-1885, huile sur toile, 73,6 × 59,6 cm[76].
- San Simeon, Hearst Castle : Bonaparte devant le Sphinx, dit aussi Œdipe, 1863-1886, huile sur toile, 60,1 × 101 cm[3].
- Santa Ana, collection Frankel Family trust :
  - Boucher turc à Jérusalem, 1862, huile sur panneau, 33 × 27,4 cm[3] ;
  - La Fin de la séance, 1886, huile sur toile, 45 × 40,6 cm[3].
- Stockton, Haggin Museum (en) :
  - Le Marché aux chevaux dit aussi Marchands de chevaux au Caire (le cheval à la montre), vers 1876, huile sur panneau, 57 × 45 cm[3];
  - Le Porte-drapeau dit aussi L'Étendard du prophète, 1876-1878, huile sur toile, 61,6 × 50,1 cm[3].
- Syracuse, Syracuse University Art Collection : Femme du Caire à sa porte, huile sur toile, 81 × 71 cm[73].
- Williamstown, Clark Art Institute :
  - Le Charmeur de serpent, 1880, huile sur toile, 84 × 122 cm[76],[77] ;
  - Le Marché d'esclaves, 1866, huile sur toile, 84,6 × 63,3 cm[3].

### Localisations dans le reste du monde
Allemagne
- Hambourg, Kunsthalle :
  - Phryné devant l'aréopage, 1861, huile sur toile, 80,5 × 128 cm ;
  - La Prière (au Caire), 1865, huile sur panneau, 49,9 × 81,2 cm.

Canada
- Ottawa, Musée des beaux-arts du Canada : Portrait de femme, 1850, huile sur toile, 99,4 × 76,3 cm[3].
- Toronto, Musée des beaux-arts de l'Ontario : Sculpturae vitam insufflat pictura, 1893, huile sur toile, 50,1 × 69,8 cm[3].

Porto Rico
- Ponce, musée d'art de Ponce : Le Roi Candaule, 1859, 67,3 × 99 cm.

Qatar
- Doha, Orientalist Museum :
  - La Porte de la mosquée El-Hasanein au Caire où furent exposées les têtes des beys immolés par Salek-Kachef, 1866, huile sur panneau, 54 × 43,8 cm[3] ;
  - Femme circassienne voilée, 1876, huile sur toile, 40,7 × 32,6 cm[3] ; Vente 2008[78]
  - Le Barde noir dit aussi Le Barde africain, 1888, huile sur toile, 61,2 × 50,8 cm[3].

Royaume-Uni
- Aberdeen, Aberdeen Art Gallery (en) : Autoportrait, 1886, huile sur toile, 32,7 × 26 cm.
- Barnsley, Cooper Gallery : Le Cardinal Valeane et la Cage de Torture, huile sur toile, 45 × 37 cm.
- Liverpool, Sudley House (en) : Circus Maximus, vers 1876, huile sur toile, 16,1 × 32,3 cm.
- Londres :
  - Collection Wallace : Les Joueurs de dames, 1859, huile sur panneau, 40,3 × 28,6 cm[76].
  - Trinity Fine Art : Les deux majestés, 1883, huile sur toile, 25 × 44 cm[79]
  - Mathaf Gallery :
    - Une almée à la pipe, huile sur toile, 53 × 40,5 cm[76] ;
    - Le Harem au kiosque, huile sur toile, 76,2 × 115 cm[76].

  - National Gallery : Portrait d'Armand Gérôme, 1848, huile sur toile, 50,2 × 43,8 cm[3].
- Oxford, Ashmolean Museum : Vue du Nil à Louxor, 1857, huile sur toile, 16,5 × 28,7 cm[76].
- Sheffield, Sheffield Galleries and Museums Trust (en) : Le 7 décembre 1815, à neuf heures du matin, l'exécution du maréchal Ney, 1855–1865, huile sur toile, 65,2 × 104,2 cm[3].

Russie
- Saint-Pétersbourg
  - Musée de l'Ermitage :
    - Suites d'un bal masqué, huile sur toile, 68 × 99 cm, 1859 ;
    - Napoléon en Égypte, huile sur panneau, 21 × 33 cm, 1867 ;
    - Marché d'esclaves à Rome, huile sur toile, 92 × 74 cm, 1884 ;
    - La Piscine du harem, huile sur toile, 1888 ;
    - L'Albanais, huile sur bois, 20 × 15 cm.

Turquie
- Ankara, Palais national : Bachi-bouzouk dormant dit aussi La Danse pyrrhique, 1878, huile sur toile, 81 × 65 cm[3].

### Localisation inconnue
- La Naissance de Vénus ou L’Étoile ou Vénus sortant des eaux, 1890, collection particulière[réf. nécessaire].
- Le Tombeau du Sultan, (date à déterminer), huile sur toile, 65 × 54 cm[80].
- Quittant la mosquée, (date à déterminer), huile sur toile, 54,5 × 78,7 cm[80].
- Marchand de peaux, Le Caire, 1869, huile sur toile, 61,5 × 50 cm, collection particulière[80].
- L'Arabe et son coursier, (1872), huile sur toile, 59,7 × 99 cm[80].
- L'Allumeuse de narguilé, (date à préciser), huile sur toile, 54,6 × 66 cm, collection particulière[80].
- Arabe et ses chiens, (date à préciser), huile sur toile, 55 × 37,5 cm, collection particulière[80].
- La Grande Piscine de Brousse, 1885, huile sur toile, 70 × 100 cm, collection particulière[73], Londres[81].
- Le Bain de vapeur, (date à déterminer), huile sur toile, 73 × 101 cm, collection particulière[73].
- Femme du Caire, (date à déterminer), huile sur toile, 81,2 × 64,7 cm, collection particulière[73].
- Intérieur grec, 1850, huile sur toile, 64,5 × 89 cm, collection Micheline Connery[3].
- Les Deux Augures, 1861, huile sur toile, 65,3 × 50,3 cm, collection particulière[3].
- Un hache-paille égyptien, vers 1859, huile sur panneau, 21 × 36,2 cm, collection particulière[3].
- Le Général Bonaparte et son état-major en Égypte - esquisse, 1867, huile sur toile, 48 × 80 cm, collection Mohammad Ladjevardian[3].
- Le Lion aux aguets, vers 1890, huile sur toile, 29,2 × 42,3 cm, collection particulière[3].
- Italien jouant du zamponia, 1855, huile sur panneau, 19 × 12 cm, collection particulière[3].
- La Vierge, l'Enfant Jésus et saint Jean, 1848, huile sur toile, 108 × 75 cm, collection particulière[3].
- La Rentrée des félins au cirque, 1902, huile sur toile, 83,2 × 129,5 cm, collection particulière[3].
- Le Mur de Salomon, dit aussi Le mur des lamentations, 1876, huile sur toile, 92,4 × 73,7cm, collection particulière[3].
- La Terrasse du sérail, dit aussi le Harem sur la terrasse, 1886, huile sur toile, 82 × 122 cm, collection particulière[3].
- Le Derviche tourneur, 1889, huile sur toile, collection particulière[3].
- Les Baigneuses du Harem, 1901, huile sur toile, 99,7 × 80,6 cm, collection particulière[3].
- Promenade du Harem, (date à déterminer), huile sur toile, 85,50 × 150 cm, collection particulière[82].
- Socrate venant chercher Alcibiade chez Aspasie. Étude préparatoire, 21 × 33 cm, collection particulière[réf. nécessaire].
- Cléopâtre devant César, 1866, huile sur toile, 183 × 129,5 cm, collection particulière.
- Louis XI visitant le cardinal La Balue, 1883, huile sur panneau d’acajou, 50 × 42 cm, en vente dans une galerie d'art en 2020[83]
- Le Premier Baiser du soleil, 1886, huile sur toile, 54 × 100,4 cm, collection particulière.

## Galerie

Œuvres de Jean-Léon Gérôme
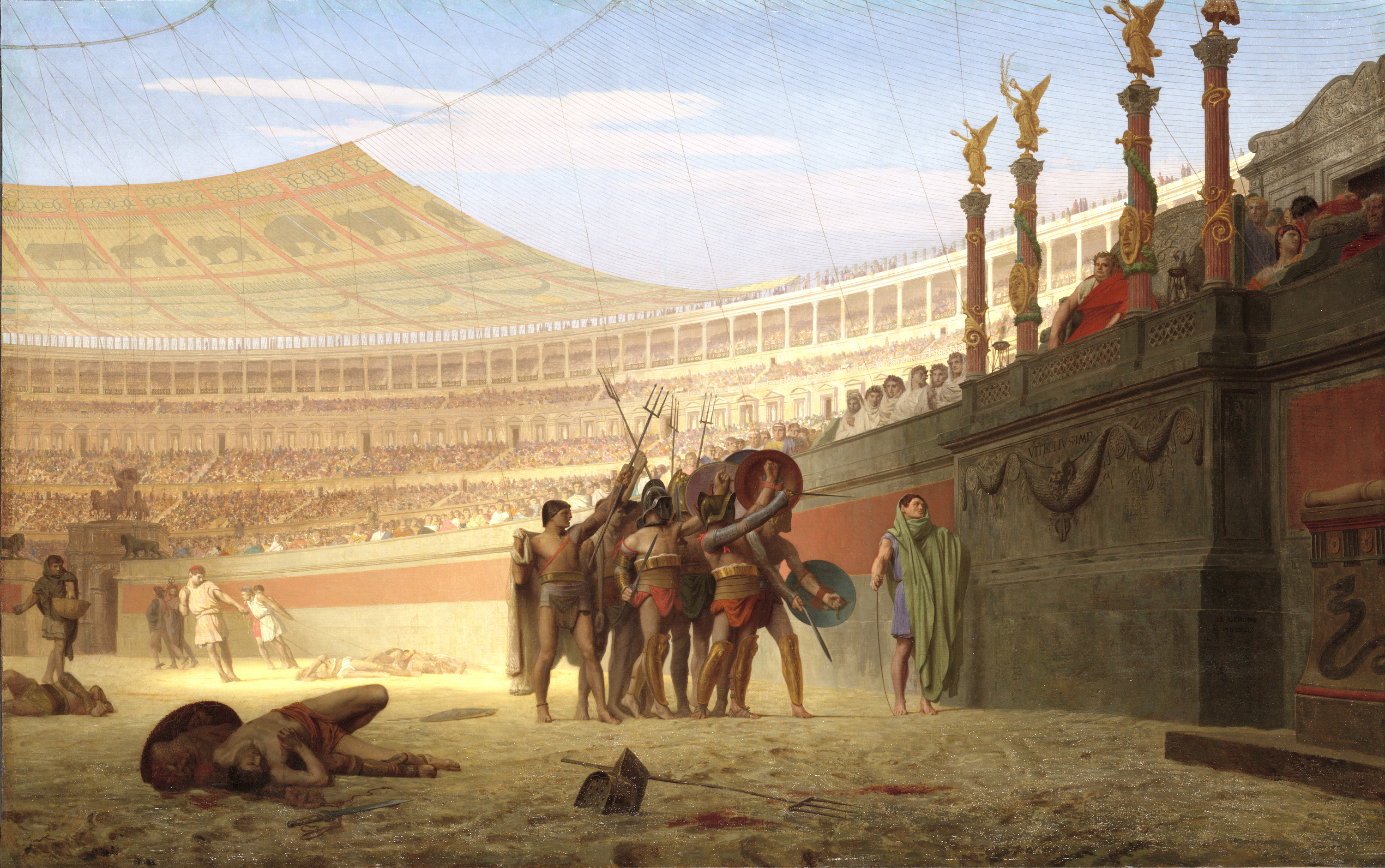
Ave Caesar (1859), Yale University Art Gallery.
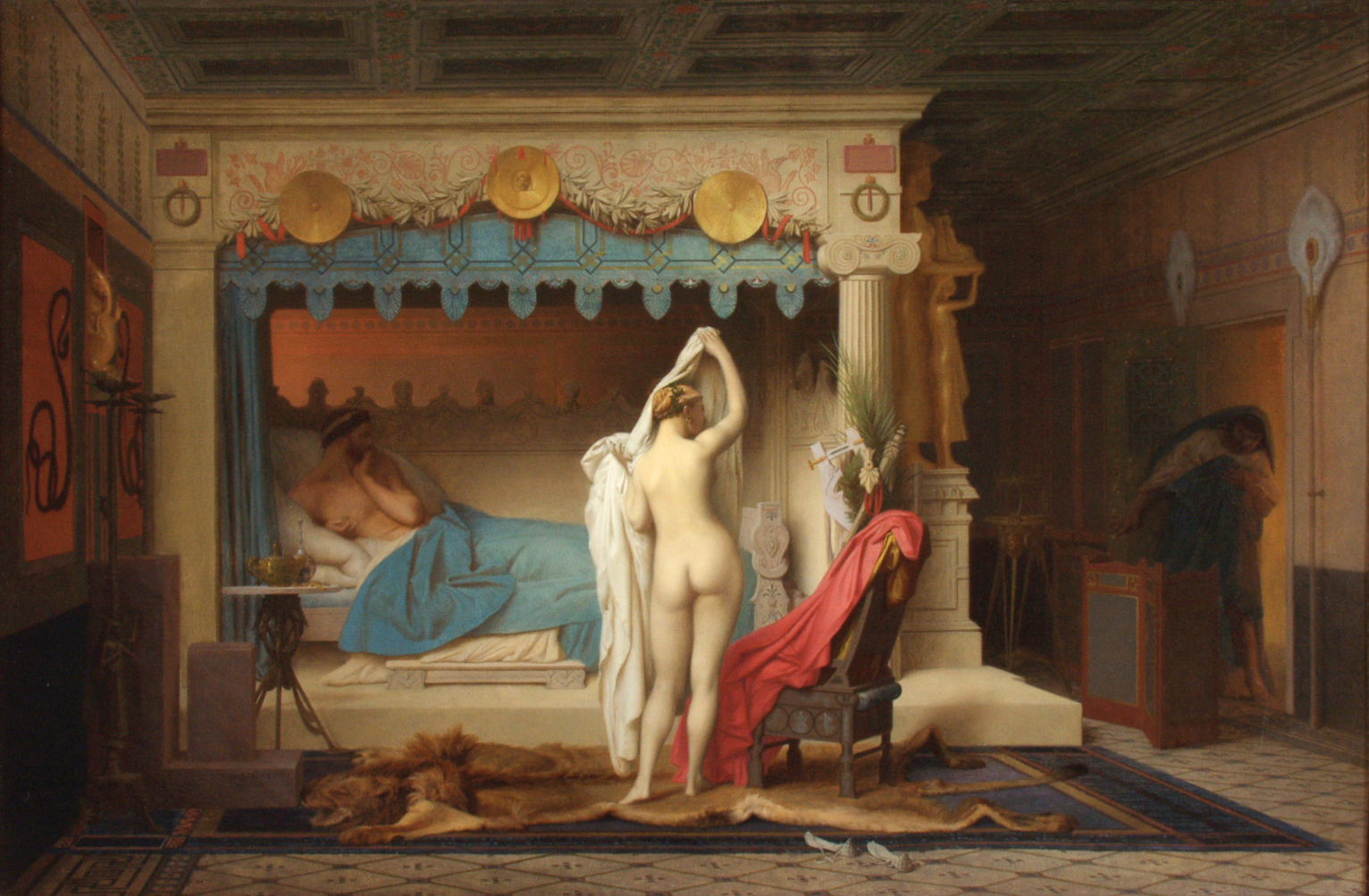
Le Roi Candaule (1859), Porto Rico, musée d'art de Ponce.
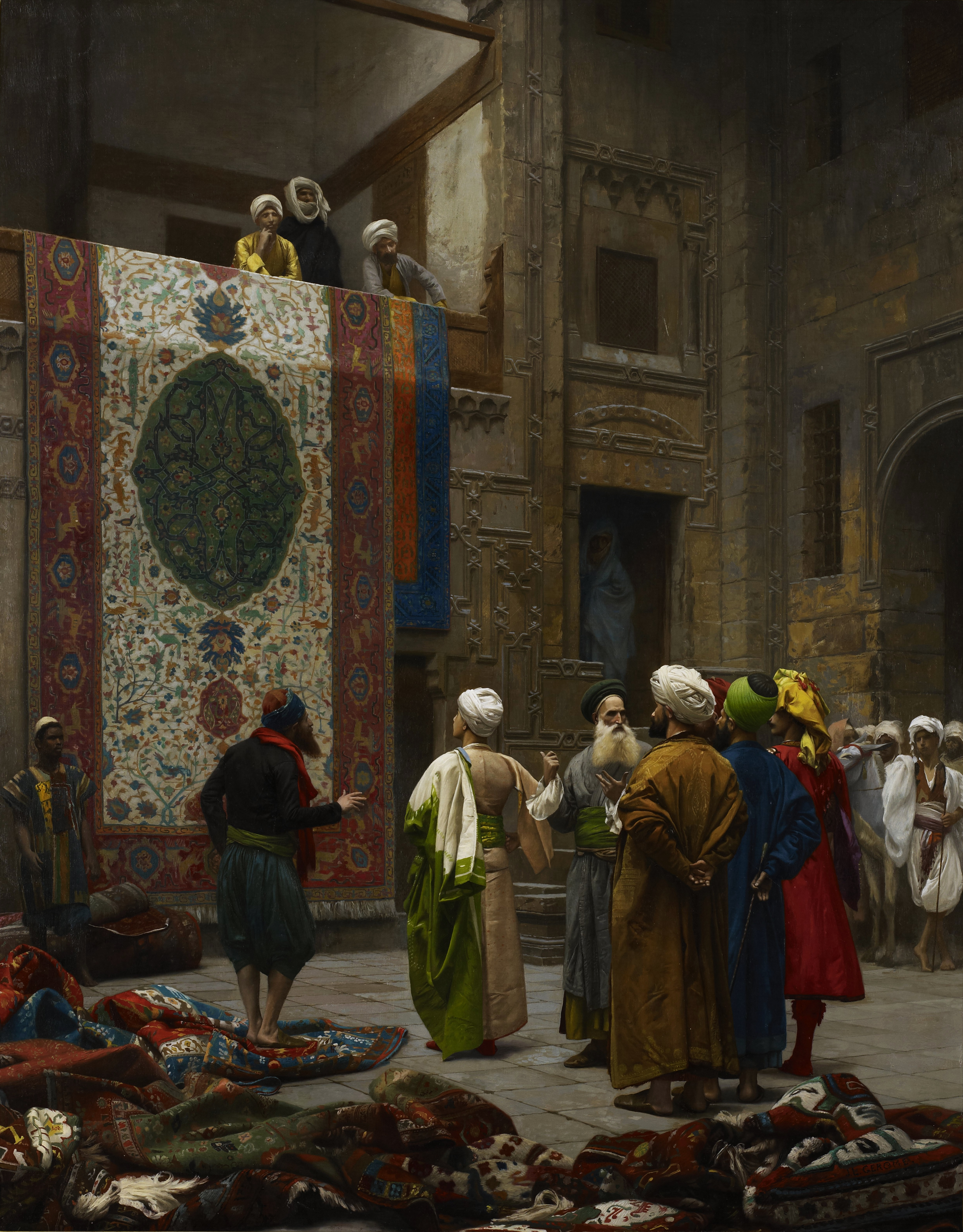
Marchand de tapis au Caire (1887), Minneapolis Institute of Arts.
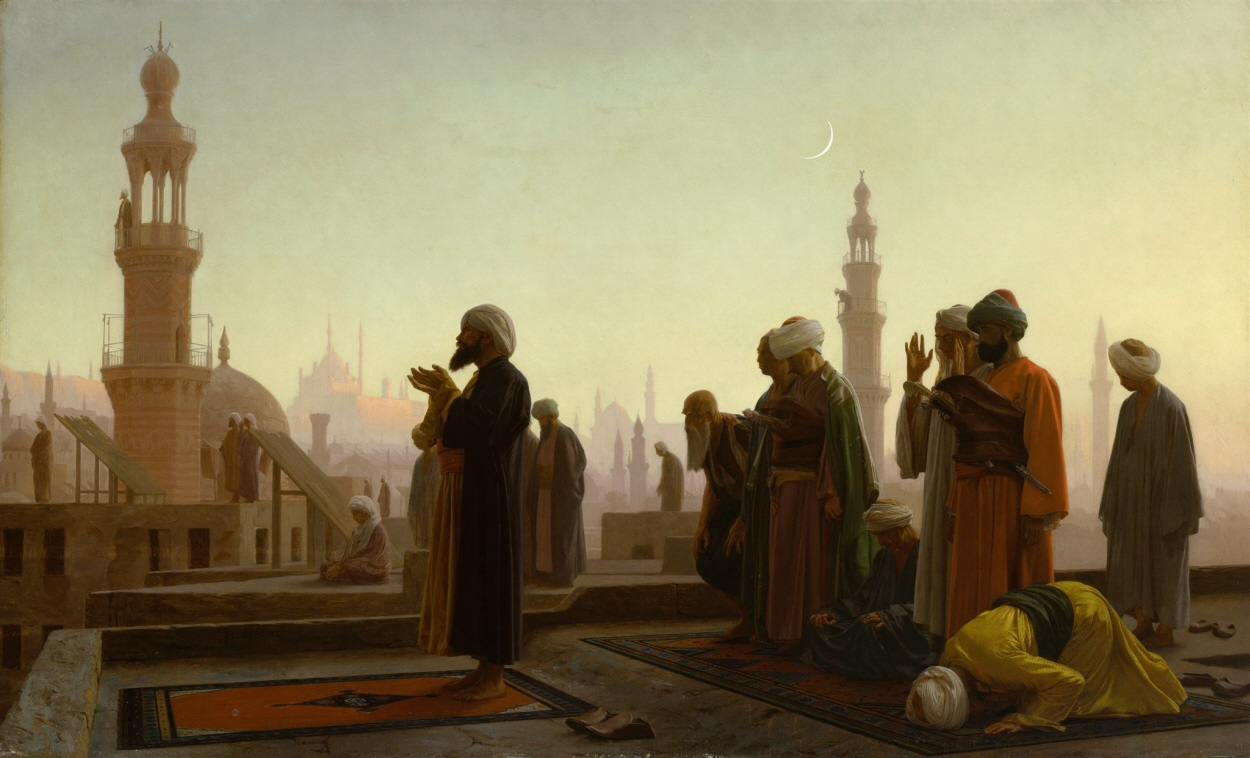
La Prière au Caire (1865), Kunsthalle de Hambourg.
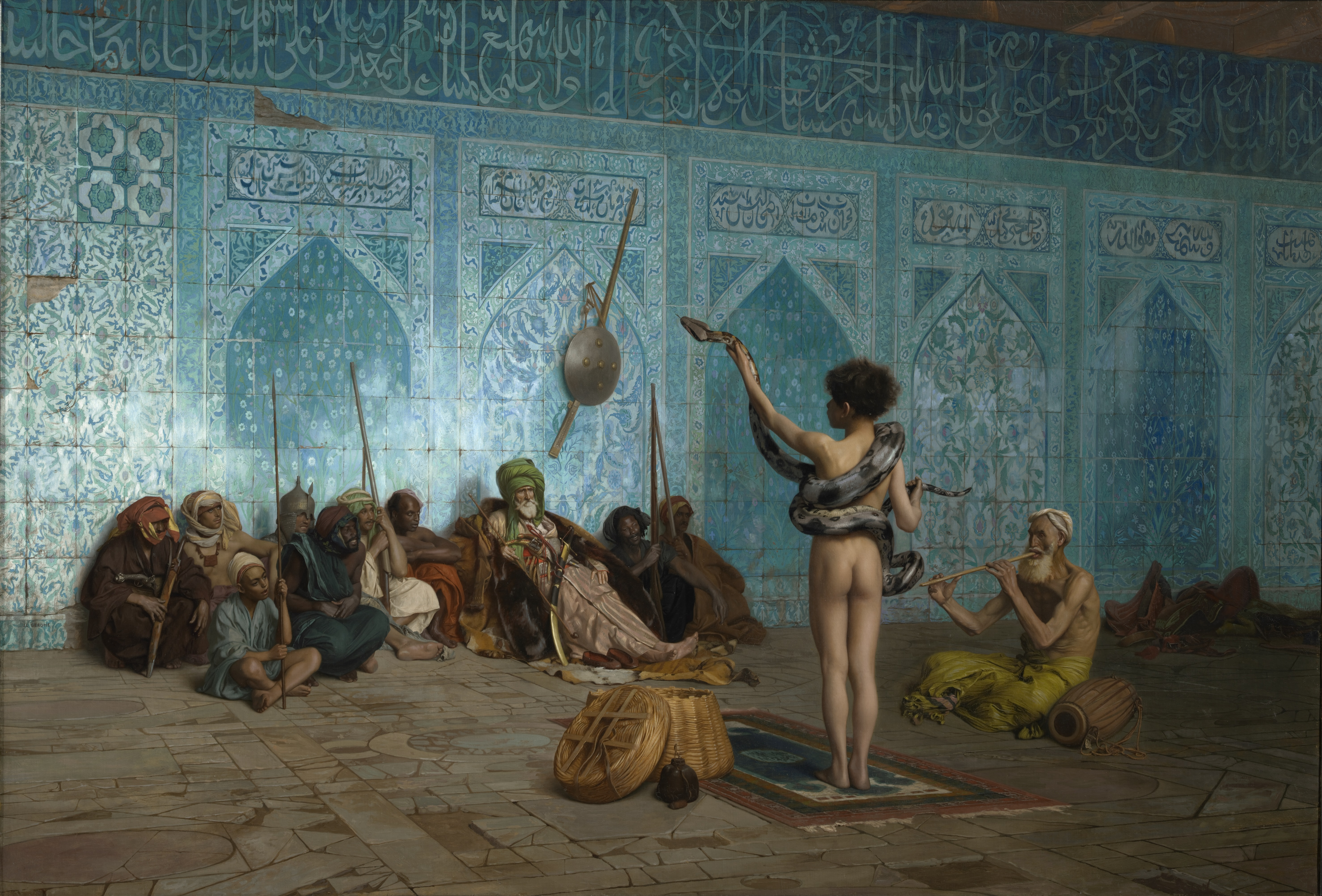
Le Charmeur de serpent (1880), Williamstown, Clark Art Institute.
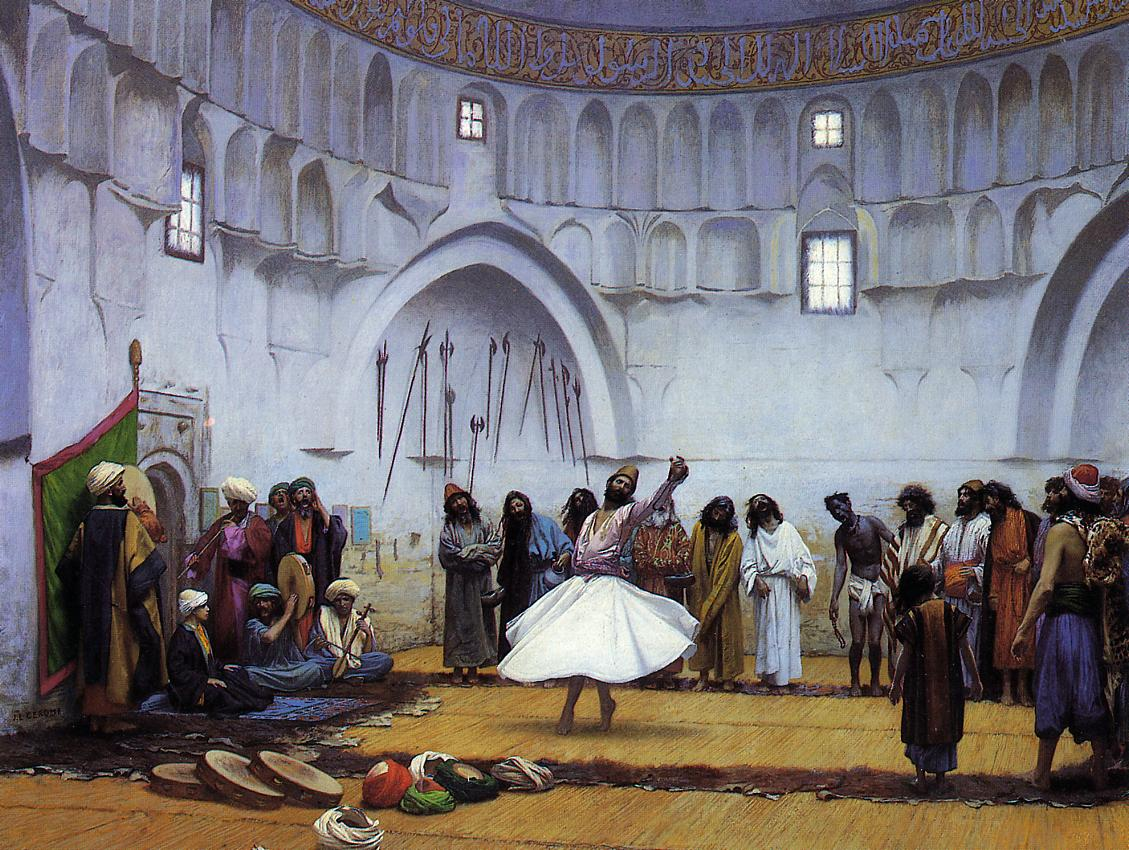
Derviches tourneurs (1895), Houston, collection privée.
Le Marché d'esclaves (1866), Williamstown, Clark Art Institute.
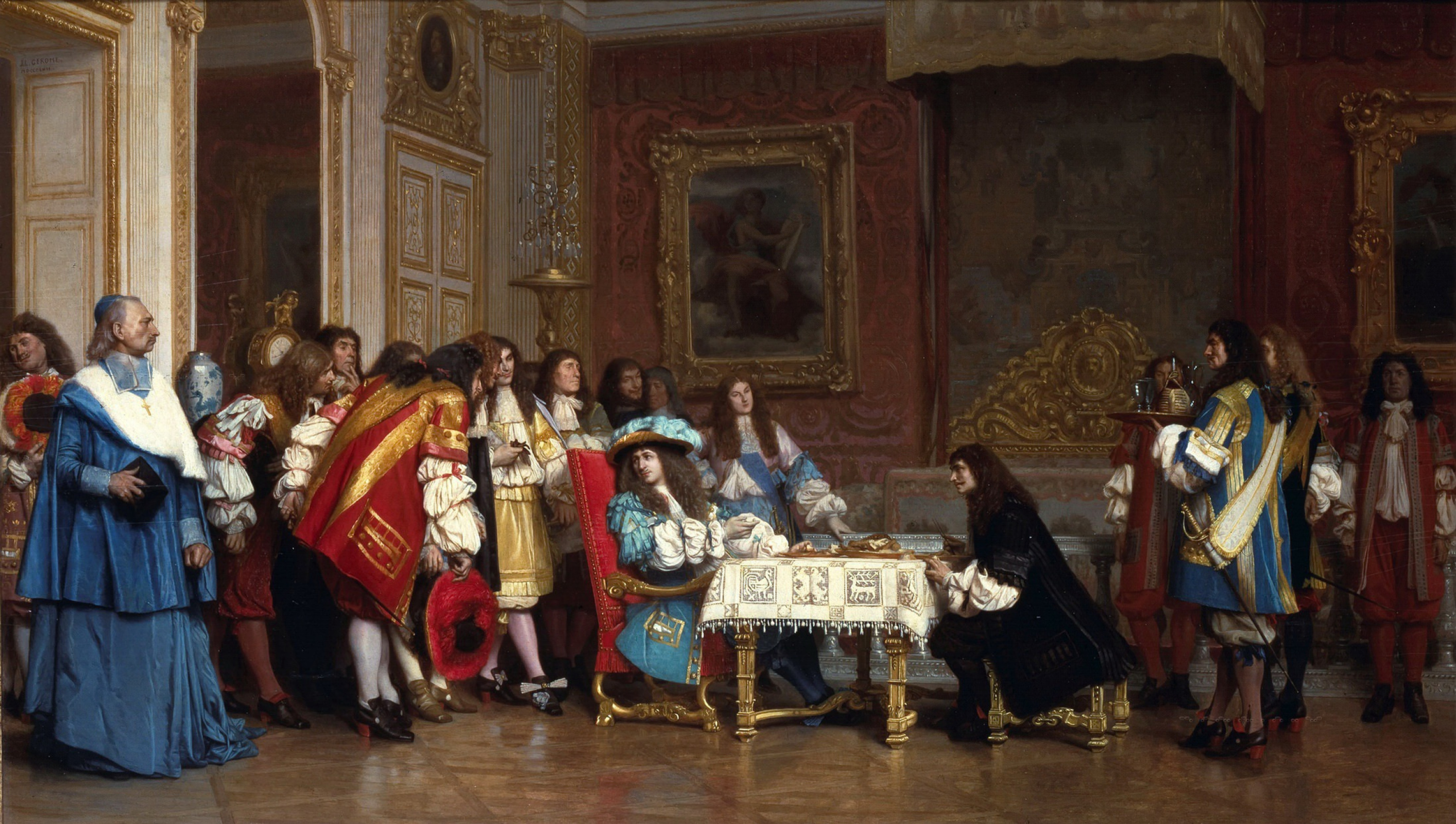
Louis XIV et Molière (1863), Versailles, château de Versailles.
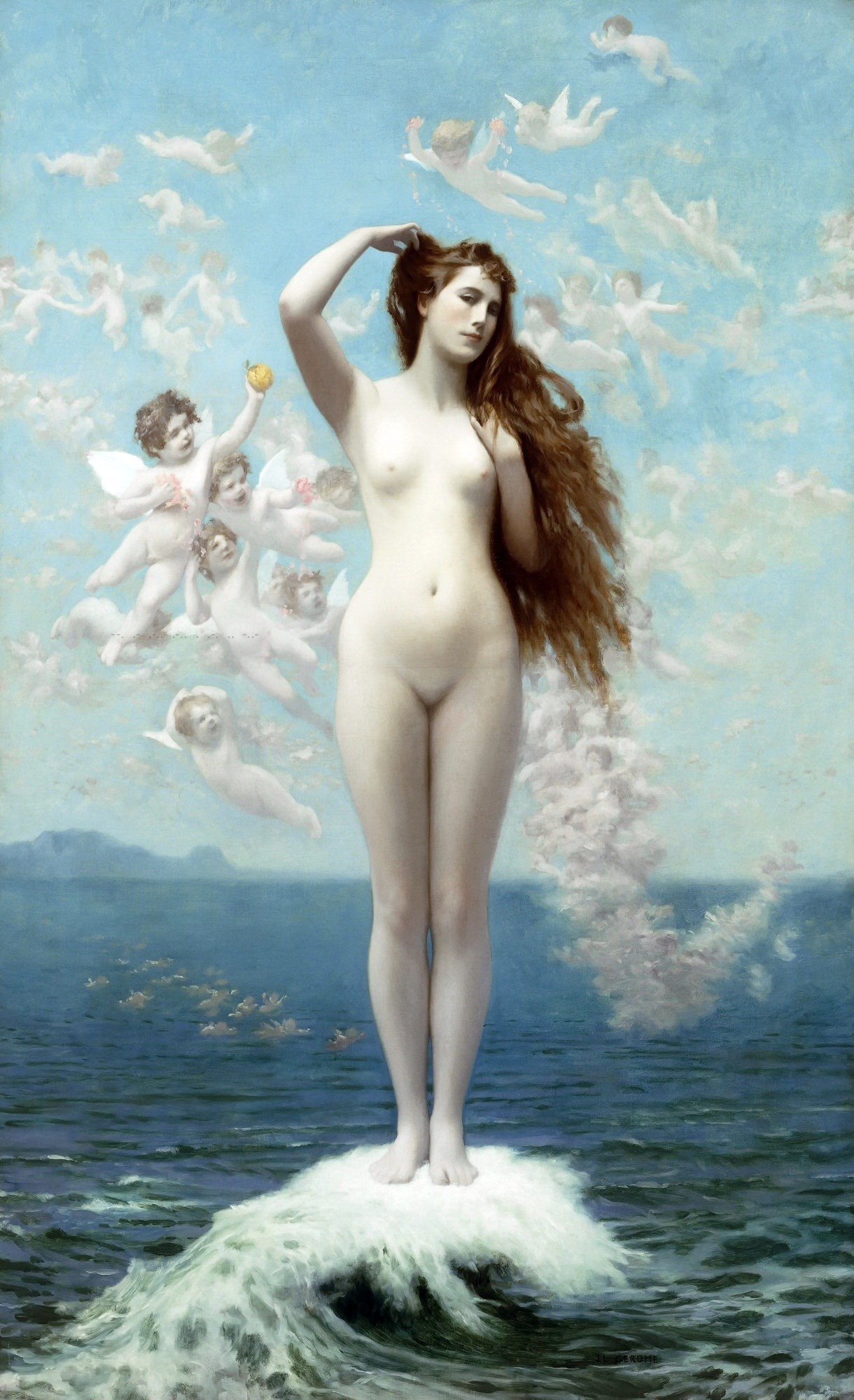
La Naissance de Vénus (1890), collection particulière.
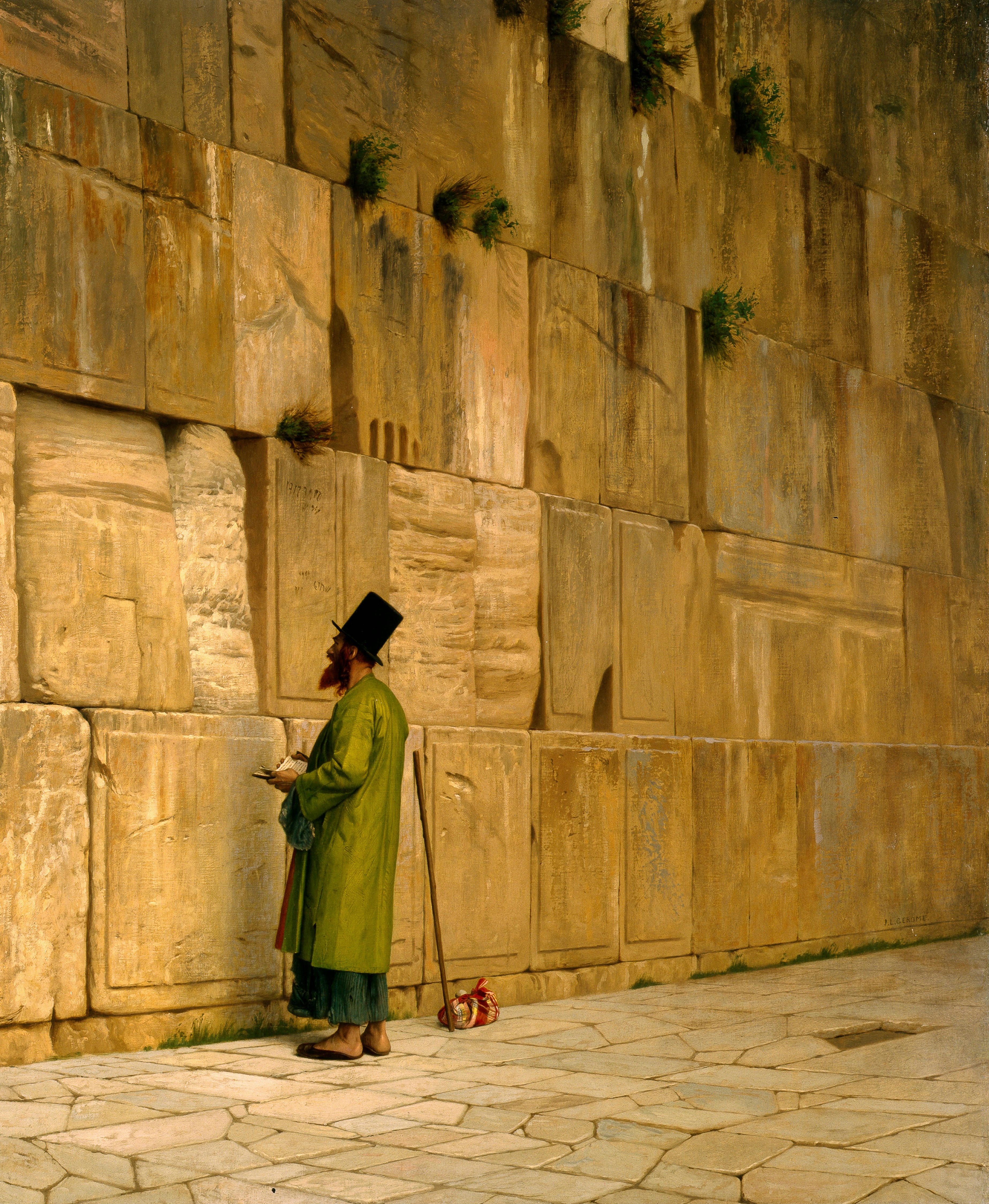
Le Mur de Salomon, dit aussi Le Mur des Lamentations (1880), Musée d'Israël.